# 金秦禹
金秦禹（韓語：김진우，1991年9月26日—）韓國歌手，為YG娛樂旗下男子團體WINNER成員之一，在組合中擔任領唱與門面擔當。2020年3月27日於官方粉絲網站宣布於2020年4月2日入伍。

### WINNER
2013年YG娛樂宣佈金秦禹將作為新男子組合成員之一出道，之後宣布他將與其他練習生組成Team A參加Mnet實境秀《WIN:Who Is Next》，與另一練習生隊伍Team B對抗，獲勝者將以WINNER作為組合名稱出道, 。2013年10月，Team A勝出，金秦禹以WINNER成員正式出道。

## 經歷
秦禹：“19歲的時候，在木浦有學習演技的學院，我當時因為想演戲，所以去了那個學院，因為太喜歡崔真實前辈了，所以特别想去演戲。那個學院是Bigbang勝利前辈以前開的，從演技開始到舞蹈、唱歌為止，是教很多综合性東西的地方。我當時學習演技的時候，看到學習舞蹈和唱歌的孩子，突然對這些方面也有了興趣。所以，通過勝利哥参加的面試，到首爾参加試鏡之後，等了6個月左右收到了聯繫”。
2010年8月參加YG娛樂影像試演，成功加入YG娛樂成為練習生。。
2011年，與南太鉉於YG FAMILY CONCERT以練習生身份擔任伴舞。
2013年，YG Entertainment執行長梁鉉錫表示金秦禹將與其他練習生組團（Team A）並和Team B於「WIN」一節目中互相競爭，以網路投票的方式分出勝負，勝出的一隊將以WINNER為名的組合身份出道。
2013年10月25日，金秦禹所屬Team A於WIN決賽中勝出，並於同日與其他4位團員（姜昇潤（隊長）、李昇勳、宋旻浩、南太鉉），以WINNER為新團名正式出道。YG Entertainment執行長梁鉉錫表示WINNER翌日便會開始新專輯的錄製。
2014年8月12日，公開所屬組合WINNER首張出道專輯《2014 S/S》。
2014年8月17日，與所屬組合WINNER登上人氣歌謠舞台正式出道。
2016年，接演中韓合拍網路劇《魔法手機》，正式以演員身分出道。
2016年12月，接演南韓國立現代舞蹈團舞蹈劇《小王子》出演「小王子」一角。
2019年8月14日發佈首張個人單曲專輯《JINU'S HEYDAY》，以solo歌手身份出道。
2020年3月27日，於官方粉絲網站宣布於2020年4月2日作為社會服務要員入伍，並預計在2022年1月1日退伍。

## 演出作品
※僅列出個人活動部分，團體共同參與的演出請參照WINNER影視作品列表

### 電視劇
| 年份   | 播放平台      | 劇名       | 角色   | 性質     | 集數 |
| 2016年 | 中國搜狐      | 魔幻手機   | 吴泰植 | 男主角   | 10集 |
| 2016年 | Naver TV Cast | 千年戀愛中 | 亨植   | 主要演員 | 10集 |
| 2023年 | KBS           | 純情拳擊手 | 韓在民 | 主要演員 | 12集 |

### 舞蹈劇
- 2016年12月9－11日，現代舞劇《小王子》 ，飾演 小王子 。

### 主持
| 日期            | 電視台  | 節目            | 備註               |
| 2017年8月20日   | SBS     | 《人氣歌謠》    | 特別 MC            |
| 2024年11月8日 - | YouTube | 《Listen Page》 | 與 DKB D1 搭檔主持 |

### 綜藝
| 年份   | 日期                   | 電視台      | 節目                                  | 備註                 |
| 2017年 | 4月9日                 | On Style    | 《Get it beauty》                     | 一日男友 魔鏡配音    |
| 2017年 | 4月22日                | DINGO STYLE | 《SHOPPING MATE》                     |                      |
| 2017年 | 5月20日、5月27日       | MBC         | 《無限挑戰》                          | 嘉賓                 |
| 2017年 | 7月30日－2018年4月15日 | MBC         | 《異地的魔法師》                      | 固定成員             |
| 2017年 | 8月9日                 | MBC         | 《黃金漁場 Radio Star》               | 嘉賓                 |
| 2017年 | 11月7日－11月28日      | tvN         | 《花樣青春》                          | 與WINNER固定演出     |
| 2018年 | 1月19日－3月16日       | JTBC        | 《善良地活吧》                        | 固定成員             |
| 2018年 | 5月16日                | JTBC        | 《請給一頓飯Show》                    | 與宋旻浩出演         |
| 2018年 | 6月28日、7月5日        | Channel A   | 《都市漁夫》                          | 與宋旻浩出演         |
| 2018年 | 10月27日、11月3日      | MBC         | 《全知干預視角》                      | 與宋旻浩出演         |
| 2018年 | 12月20日               | tvN         | 《人生酒館》                          | 與姜昇潤出演         |
| 2019年 | 1月6日、1月13日        | MBC         | 《神秘音樂秀：蒙面歌王》              | 與李昇勳出演         |
| 2019年 | 4月5日－4月26日        | SBS         | 《傳說中的大魚》                      | 固定成員             |
| 2019年 | 7月7日                 | MBC         | 《幫我找房子吧》                      | 與宋旻浩出演         |
| 2019年 | 7月10日、7月17日       | JTBC2       | 《今日的運勢》                        |                      |
| 2019年 | 7月11日－8月15日       | tvN         | 《Quiz of Scene》                     | 固定成員             |
| 2019年 | 7月20日、7月27日       | tvN         | 《傻瓜們的監獄生活》                  | 與宋旻浩出演         |
| 2019年 | 9月14日、9月21日       | MBN         | 《自然地》                            | 與宋旻浩出演         |
| 2024年 | 10月18日               | YouTube     | 《要來這邊嗎 （页面存档备份，存于）》 | 與李昇勳出演 S2 EP.5 |

### 廣播電台
| 日期         | 電台     | 節目            | 備註     |
| 2017年5月9日 | MBC FM4U | 鄭柔美的FM Date | 與李昇勳 |

## 音樂作品
所屬團體之共同音樂作品，請參閱WINNER#音樂作品。

### 單曲專輯
| 專輯 # | 專輯資料                                                                                | 曲目                                 |
| 1st    | 首張單曲專輯《JINU's HEYDAY》 - 發行日期：2019年8月14日 - 語言：韓語 - 專輯銷量:50,569+ | 1. CALL ANYTIME(또또또) (Feat. MINO) |

## 外部連結
- 官方网站 
- 金秦禹的X（前Twitter）
- 金秦禹的Instagram帳戶
- 金秦禹的新浪微博